# 東北地方環境事務所
東北地方環境事務所（とうほくちほう かんきょうじむしょ）は、仙台市にある環境省の地方支分部局で、東北地方6県を管轄している。2017年（平成29年）に、管下の福島環境再生事務所を分離独立させ、東京電力福島第一原子力発電所から放出された放射性物質による環境の汚染への対処を管轄する福島地方環境事務所を設置した。

## 管轄区域
- 青森県、岩手県、宮城県、秋田県、山形県
- 福島県（ただし日光国立公園の区域は関東地方環境事務所が管轄[1]、また、東京電力福島第一原子力発電所から放出された放射性物質による環境の汚染への対処は、福島地方環境事務所が管轄）
- 新潟県に係る磐梯朝日国立公園の区域および国指定大鳥朝日鳥獣保護区の区域[1]

## 管内の国立公園等[2]
- 十和田八幡平国立公園
- 三陸復興国立公園
- 磐梯朝日国立公園
- 白神山地自然環境保全地域（白神山地世界自然遺産地域）
- 早池峰自然環境保全地域
- 和賀岳自然環境保全地域
- 国指定鳥獣保護区（十和田、大潟草原、仙台海浜、下北西部、小湊、三貫島、日出島、伊豆沼※、森吉山、白神山地、仏沼※、蕪栗沼・周辺水田※、大鳥朝日、最上川河口、化女沼※、大山上池・下池※（※印はラムサール条約登録湿地））
- みちのく潮風トレイル

## 組織[2][3]
- 東北地方環境事務所 （仙台第2合同庁舎）
  - 次長
  - 保全統括官
  - 総務課
  - 統括環境保全企画官
  - 資源循環課
  - 指定廃棄物対策チーム
  - 環境対策課
  - 統括自然保護企画官
  - 国立公園課
  - 野生生物課
  - 自然環境整備課
  - 国立公園調整官（十和田八幡平国立公園管理事務所長）
  - 生物多様性保全企画官

## 管内事務所[2]

### 環境事務所
|                                |                                           |                                                  | 所在地                                           |
| ------------------------------ | ----------------------------------------- | ------------------------------------------------ | ------------------------------------------------ |
| 東北地方環境事務所             | 東北地方環境事務所                        | 東北地方環境事務所                               | 宮城県仙台市青葉区本町3-2-23 仙台第二合同庁舎6階 |
|                                |                                           | 名取自然保護官事務所                             | 宮城県仙台市青葉区本町3-2-23 仙台第二合同庁舎6階 |
| 仙台自然保護官事務所           |                                           |                                                  | 宮城県仙台市青葉区本町3-2-23 仙台第二合同庁舎6階 |
| 西目屋自然保護官事務所         | 青森県中津軽郡西目屋村大字田代字神田61-1  |                                                  |                                                  |
| 藤里自然保護官事務所           | 秋田県山本郡藤里町藤琴字里栗63            |                                                  |                                                  |
| 秋田自然保護官事務所           | 秋田県秋田市山王7-1-4 秋田第二合同庁舎1階 |                                                  |                                                  |
| 鳥海南麓自然保護官事務所       | 山形県酒田市草津字湯ノ台71-1              |                                                  |                                                  |
| 裏磐梯自然保護官事務所         | 福島県耶麻郡北塩原村大字檜原字 剣ヶ峯1093 |                                                  |                                                  |
| 羽黒自然保護官事務所           | 山形県鶴岡市大塚町17-27 鶴岡合同庁舎一階  |                                                  |                                                  |
| 十和田八幡平国立公園管理事務所 | 十和田八幡平国立公園管理事務所            | 青森県十和田市大字奥瀬字十和田湖畔休屋486番地    |                                                  |
|                                | 盛岡管理官事務所                          | 岩手県盛岡市内丸7-25 盛岡合同庁舎1階             |                                                  |
| 鹿角管理官事務所               | 秋田県鹿角市花輪字向畑123-4               |                                                  |                                                  |
| 三陸復興国立公園管理事務所     | 三陸復興国立公園管理事務所                | 岩手県宮古市日立浜町11-30                        |                                                  |
|                                | 八戸管理官事務所                          | 青森県八戸市根城9丁目13番9号 八戸合同庁舎地下1階 |                                                  |
| 大船渡管理官事務所             | 岩手県大船渡市末崎町字大浜221-117         |                                                  |                                                  |
| 石巻管理官事務所               | 宮城県石巻市泉町4-1-9 石巻法務合同庁舎1階 |                                                  |                                                  |

### 施設
| 施設名                                     | 施設名                                     | 所在地                                        |
| ------------------------------------------ | ------------------------------------------ | --------------------------------------------- |
| 猛禽類保護センター（鳥海イヌワシみらい館） | 猛禽類保護センター（鳥海イヌワシみらい館） | 山形県酒田市草津字湯の台71-1                  |
| 森吉山野生鳥獣センター                     | 森吉山野生鳥獣センター                     | 秋田県北秋田郡森吉町森吉字森吉山麓高原1-2     |
| 大潟草原鳥獣保護区管理棟                   | 大潟草原鳥獣保護区管理棟                   | 秋田県南秋田郡大潟村西5丁目4                  |
| 白神山地世界遺産センター                   | 白神山地世界遺産センター                   | 青森県中津軽郡西目屋村大字田代字神田61-1      |
|                                            | 藤里館                                     | 秋田県山本郡藤里町藤琴里栗63                  |
| 十和田八幡平国立公園                       | 十和田ビジターセンター                     | 青森県十和田市大字奥瀬字十和田湖畔休屋486番地 |
| 十和田八幡平国立公園                       | 八幡平ビジターセンター                     | 秋田県鹿角市八幡平字大沼2番地                 |
| 十和田八幡平国立公園                       | 網張ビジターセンター                       | 岩手県岩手郡雫石町長山小松倉1-2               |
| 三陸復興国立公園                           | 種差海岸インフォメーションセンター         | 青森県八戸市大字鮫町字棚久保14-167            |
| 三陸復興国立公園                           | 浄土ヶ浜ビジターセンター                   | 岩手県宮古市日立浜町32-69                     |
| 磐梯朝日国立公園                           | 浄土平ビジターセンター                     | 福島県福島市土湯温泉町鷲倉山                  |
| 磐梯朝日国立公園                           | 裏磐梯ビジターセンター                     | 福島県耶麻郡北塩原村大字桧原剣ヶ峯1093-697    |
| 磐梯朝日国立公園                           | 月山ビジターセンター                       | 山形県鶴岡市羽黒町手向字羽黒山147-5           |